# August (canción)
«August» (estilizada en minúsculas y en español «Agosto») es una canción de la cantautora estadounidense Taylor Swift de su octavo álbum de estudio Folklore. La canción fue escrita y producida por Swift y Jack Antonoff; Joe Alwyn fue acreditado como coproductor. El tema es una balada de dream pop y guitar pop, con una producción que incluye guitarras de soft rock, cuerdas y reverberación vocal. Los periodistas consideran a «August» la canción insignia del mes de agosto, ya que la canción resurge en varias listas durante el mes.
Junto con «Cardigan» y «Betty», «August» constituye un triángulo amoroso ficticio que involucra a tres personajes: Betty, James y un personaje sin nombre. La canción está escrita desde la perspectiva de este último, y describe su dolor por su descarrilado romance de verano con James, quien la abandonó y se reconcilió con Betty. 
Swift, en su documental de concierto de 2020, Folklore: The Long Pond Studio Sessions, dijo que ella personalmente llama al personaje sin nombre: «Augustine» o «Augusta».
Los críticos elogiaron la instrumentación y la letra de la canción, y algunos de ellos la eligieron como un punto destacado del «Folklore», siendo un punto culminante en la carrera de Swift. En los Estados Unidos, «August» alcanzó el puesto número 23 en el Billboard Hot 100 y el número cinco en el Billboard Hot Rock & Alternative Songs. La canción entró en el top 20 en las listas de sencillos de Australia, Canadá, Malasia y Singapur. En la 63.ª edición de los premios Grammy el 14 de marzo de 2021, Swift la interpretó como parte de un popurrí con «Cardigan» y «Willow», una canción de su álbum Evermore.

## Antecedentes y producción
Taylor Swift y el productor Jack Antonoff habían escrito y producido canciones para los álbumes de estudio de Swift 1989, Reputation y Lover. Colaboraron nuevamente en Folklore, que Swift lanzó por sorpresa en medio de la pandemia de COVID-19 en 2020. Folklore fue lanzado el 24 de julio de 2020 a través de Republic Records. Swift escribió o coescribió todas las canciones del álbum y Antonoff produjo seis, incluida «August». Para la canción, Antonoff produjo el instrumental primero y se lo envió a Swift, quien escribió la letra «en el acto». Al igual que con otras canciones de Folklore, Swift creó «August» basada en una narrativa ficticia con personajes imaginarios.

## Letra y composición
Swift escribió «August» como parte de tres canciones de Folklore (junto con «Cardigan» y «Betty») que exploran un triángulo amoroso entre James, Betty y una adolescente sin nombre. Fue la primera canción de las tres que escribió. Según Swift, ella quería explorar la idea de una chica en una relación indefinida: la letra se cuenta bajo el punto de vista de esta chica, quien se enamora de James que ya estaba en una relación con otra persona. La canción se inspiró en lo que Swift describió como la imagen del «mes de agosto bañado por el sol, sorbido como una botella de vino». A lo largo de la canción, prevalecen imágenes de finales del verano: «Tu espalda bajo el sol / Deseando poder escribir mi nombre en el». Ambientada en un área suburbana con «aire salado», «August» captura los sentimientos de una adolescente que pasa por un amor no correspondido en el verano. Ella ingenuamente cree que está enamorada, reflexionando sobre su romance de verano: «Agosto sorbido como una botella de vino / Porque nunca fuiste mío».
Mientras que los narradores de «Cardigan» y «Betty» se nombran explícitamente, la narradora de «August» nunca se menciona por su nombre, lo que Nate Jones de Vulture consideró un punto culminante de su «relativa poca importancia en la vida de su amante». Swift dijo que no determinó un nombre para la protagonista de «August», llamándola «Augusta» o «Augustine» dentro de su cabeza. A medida que avanza el romance de verano la narración se presenta como insegura e inexperta. Aunque sabe que ella y James nunca se convertirán en pareja, se dice a sí misma que era suficiente «vivir por la esperanza de todo»  e intenta huir con James. Finalmente, cuando termina el verano, también lo hace el romance. Swift explicó que después de este romance de verano, James y Betty vuelven más tarde el uno al otro, mientras que la protagonista de «August» llora la aventura veraniega que consideraba amor.
En comparación con el folk de las demás canciones de Folklore, «August» muestra elementos más orientados al pop. Aaron Dessner, productor del álbum, dijo que era «lo más parecido a una canción pop del álbum. Se vuelve ruidosa. Tiene esta brillante neblina de verano». Musicalmente, «August» es una balada dream pop sombría que incorpora guitarras con influencias de la década de 1990, reverberación vocal y cambios de tonalidad. Sus arreglos de guitarra están orientados al soft rock. En The A.V. Club, Annie Zaleski señaló que la canción presenta instrumentos de cuerda, teclados y sintetizadores «temblorosos», y «sutiles ritmos manchados». Escribiendo para The Guardian, Laura Snapes escribió: «Sus marcas vocales permanecen en los aullidos vocales yo-yo». La salida de «August» es un «clímax de acordes mayores de orquesta completa» según Lucy Harbron de Clash.

## Recepción
Los críticos elogiaron la producción de la canción y la composición de Swift, y opinaron que la letra mostraba su madurez como compositora. Valerie Magan de Clash comentó que la letra se siente «voyerista, ya que podemos escuchar todas las historias que la Swift de la "era inocente" habría mantenido en secreto». Jody Rosen, en una reseña para Los Angeles Times, apreció el cambio de la «subjetividad pura en primera persona» en las narrativas ficticias. El crítico de Rolling Stone, Rob Sheffield, eligió «August» como uno de los aspectos más destacados del álbum, calificando la canción como «la balada más hermosa del álbum». En una línea similar, Ellen Johnson de Paste calificó a «August» como una de las mejores en la discografía de Swift.
Annie Zaleski de The A.V Club y Caleb Campbell de Under the Radar seleccionaron la canción como una de las mejores de Folklore y compararon la producción con la música de la banda escocesa de dream pop Cocteau Twins. Aún reconociendo la reinvención indie de Swift en Folklore, Jillian Mapes de Pitchfork opinó que «August» no es un cambio demasiado radical en la artista, aunque muestra signos de madurez. Escribiendo para Consequence of Sound, Katie Moulton estaba algo desilusionada porque el tema de la canción no está lejos de los «tropos de la cultura pop» característicos de Swift, pero encontró ciertas letras suficientemente originales como para «refrescar los clichés». Kitty Empire de The Observer proporcionó una crítica negativa, escribiendo que la canción no logra experimentar más allá de la zona de confort de Swift.
«August» se encuentra dentro de las mejores canciones de 2020 según Rolling Stone, Chicago Tribune, y Yahoo!.  Edwin Ortiz de Complex la ubicó en segundo lugar en su lista de fin de año. En la lista de Vulture que clasifica todas las canciones de la discografía de Swift, Jones escribió sobre «August»: «Incluso en la ficción, la capacidad de Swift para capturar el doloroso dolor de la nostalgia sigue siendo incomparable». Sheffield la eligió entre las cinco mejores canciones de la discografía de Swift: «"August" parece una melodía tan simple, pero es una de las creaciones más astutas del Swiftian Multiverse».

## Desempeño comercial
En los Estados Unidos, tras el lanzamiento de Folklore, «August» debutó en el puesto 23 en la lista Billboard Hot 100 del 8 de agosto de 2020. y permaneció durante dos semanas. La canción debutó simultáneamente y alcanzó el puesto número cinco en Billboard Hot Rock & Alternative Songs, donde permaneció durante 20 semanas. «August» alcanzó los 20 primeros puestos en las listas de sencillos de Malasia (11), Singapur (12), Australia (13), y Canadá (16).
Además, «August» acumula más de 1,5 billones de reproducciones en Spotify, convirtiéndose en la octava canción de Taylor que supera esta marca, y en la primera que lo hace sin ser un single. Una parte de este éxito se debe a que el consumo de esta canción se dispara todos los años a comienzos del mes de agosto, llegando a ocupar la posición número 4 de la lista diaria de canciones más escuchadas de Spotify el 1 de agosto de 2023.

## Presentaciones en vivo

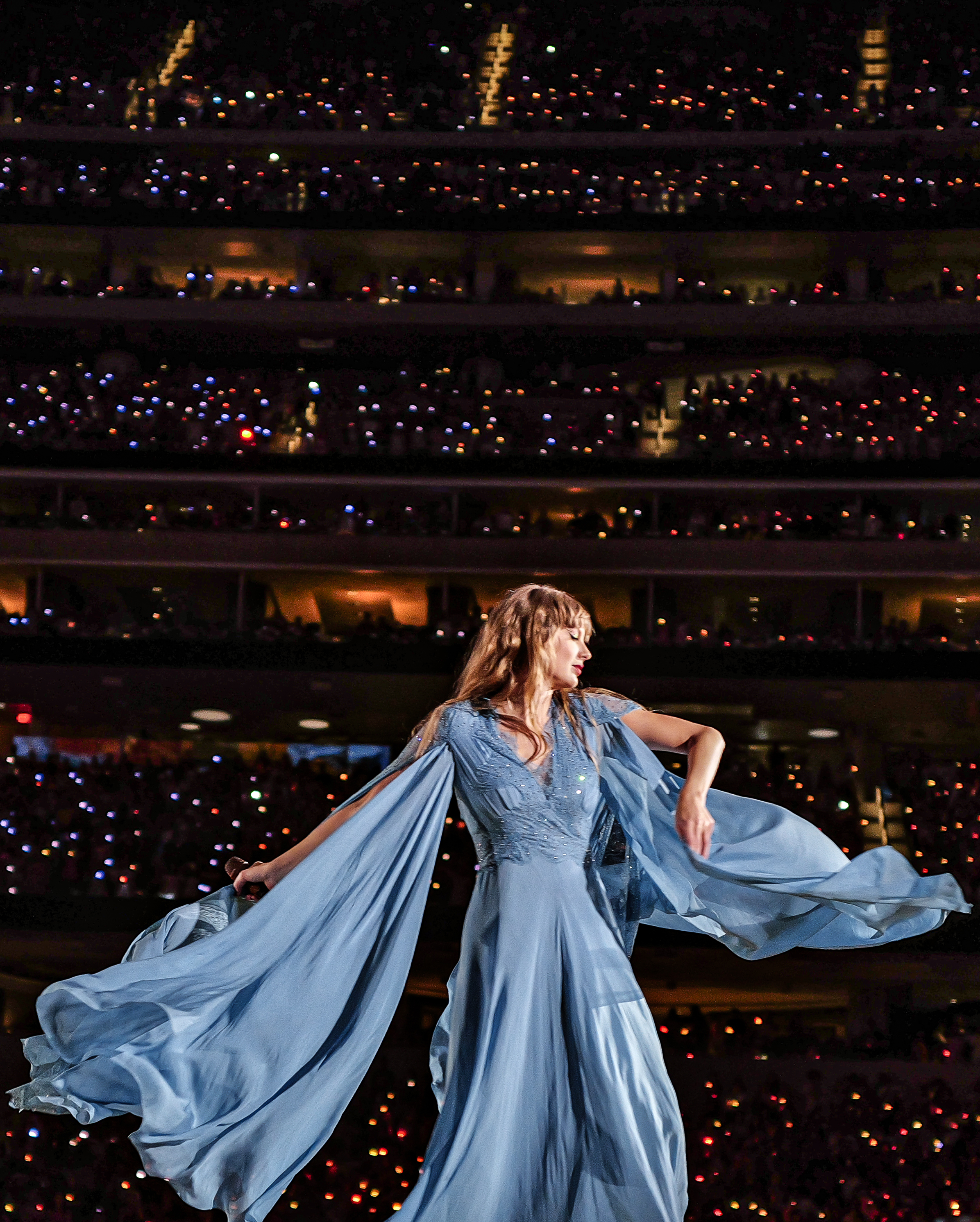
Swift interpretando «August» durante el The Eras Tour en 2023.

En la 63.ª edición de los premios Grammy el 14 de marzo de 2021, Swift interpretó «August» como parte de un popurrí junto con «Cardigan» y «Willow», esto último de su álbum Evermore. La presentación estuvo acompañada por los productores de Folklore Jack Antonoff y Aaron Dessner en la que fue la primera vez en que los tres interpretaron una canción juntos en vivo. Comenzaron con «Cardigan» cantando sobre una cabaña antes de interpretar «August» dentro de la misma. El trío luego salió de la cabaña para interpretar la última canción, «Willow». El periodista musical Rob Sheffield clasificó la actuación de Swift en primer lugar en su lista de las «Diez razones por las que amamos los Grammy 2021». Posteriormente, Sheffield la catalogó también como una de las cinco presentaciones "clásicas" de los Grammy de todos los tiempos. «August» fue incluido como parte del lista de canciones de Folklore que se presentaron en la gira,The Eras Tour (2023). Durante los conciertos, cantó la canción y otras pistas de Folklore mientras vestía un vestido con volantes que complementa la estética cottagecore del álbum. «August» también fue parte de la cinta documental del concierto, Taylor Swift: The Eras Tour.

## Créditos
Créditos adaptados de Tidal.
- Taylor Swift - voz, compositora, productora
- Jack Antonoff - productor, compositor, grabación, batería, programación de percusión, guitarra eléctrica, guitarra acústica
- Joe Alwyn - productor[a]
- Evan Smith - saxofones, flauta, guitarra eléctrica, teclados
- Bobby Hawk - cuerdas
- Laura Sisk - grabación
- Mike Williams - grabación de cuerdas
- Jon Gautier - grabación de cuerdas
- Jonathan Low: mezcla de audio, bajo sintetizado, grabación de bajo sintetizado
- Randy Merrill - masterización

## Posicionamiento en listas

### Semanales
| Listas (2020)                           | Posición más alta |
| --------------------------------------- | ----------------- |
| Australia (ARIA)                        | 13                |
| Canadá (Canadian Hot 100)               | 19                |
| Malasia (RIM)                           | 11                |
| Portugal (AFP)                          | 94                |
| Singapur (RIAS)                         | 12                |
| Swedish Heatseekers (Sverigetopplistan) | 9                 |
| Estados Unidos (Billboard Hot 100)      | 23                |
| Estados Unidos US Rolling Stone Top 100 | 8                 |

### Anuales
| Lista (2020)                                               | Posición |
| ---------------------------------------------------------- | -------- |
| Estados Unidos US Hot Rock & Alternative Songs (Billboard) | 24       |